# Kadir Has

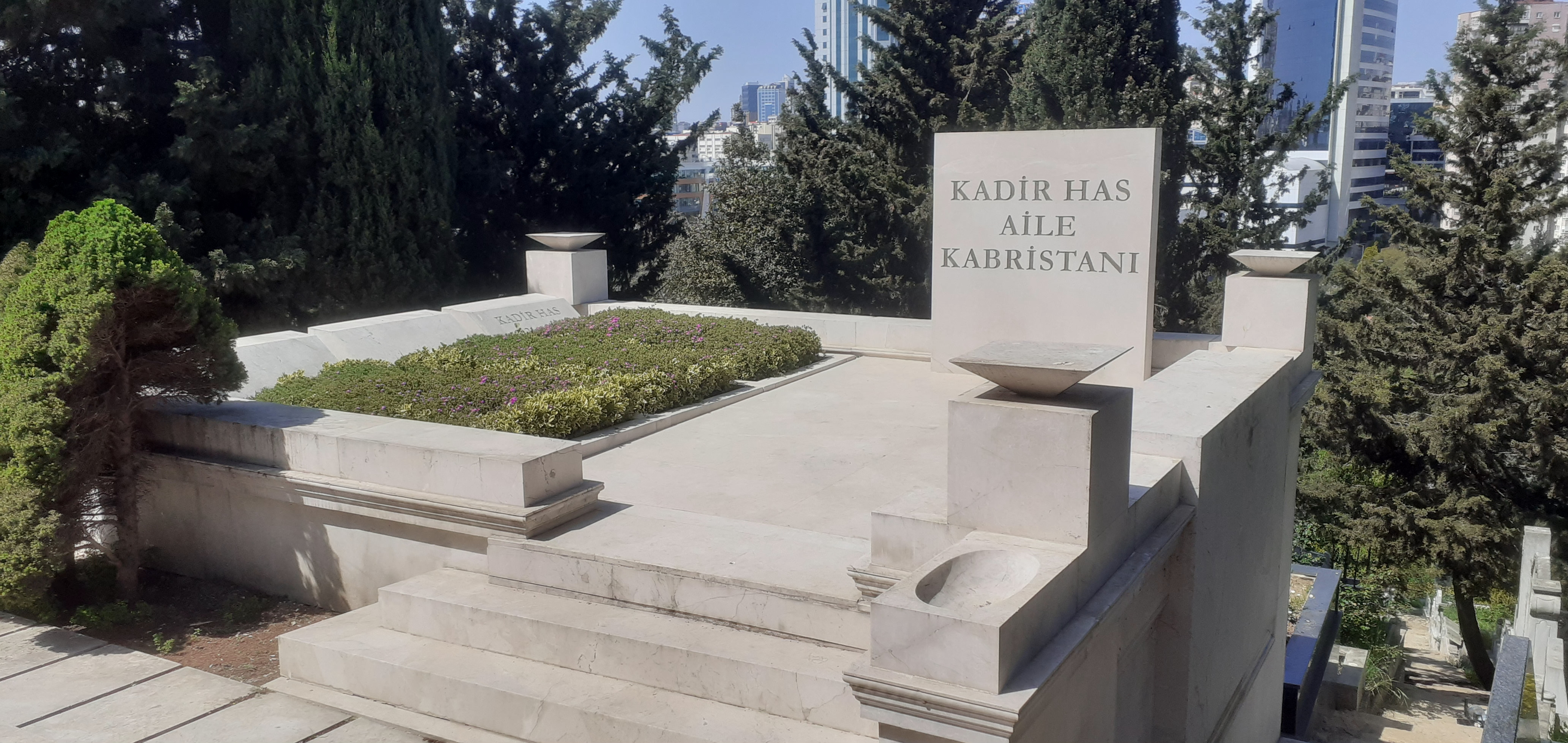
Grab von Kadir Has

Kadir Has (eigentlich Kadir Hasoğlu) (* 1921 in Kayseri; † 22. März 2007 in Istanbul) war ein türkischer Unternehmer.

## Leben und Karriere
Kadir Has wurde als Sohn von Nuri und Zekiye Hasoğlu im Jahre 1921 in Kayseri geboren.
Im Jahre 1942 absolvierte er erfolgreich das Boğaziçi-Gymnasium. Kadir Has heiratete 1942 Rezan Gemirli, Tochter der in Kayseri lebenden bekannten Familie Germirli.
Sein Vater Nuri Hasoğlu war der Gründer vieler Unternehmen wie zum Beispiel der türkischen Bank Akbank.
Anfangs in der Automobilbranche, erreichte Kadir Has in kurzer Zeit einen geachteten Platz unter den Geschäftsmännern in Istanbul.
Kadir Has gründete in der Türkei die Mercedes-Bus- und Lastwagen-Fabrik, in deren Vorstand er viele Jahre vertreten war. Auch die Gründung der ersten Coca-Cola-Fabrik in der Türkei ist einer seiner Erfolge gewesen.
Mit der Familie Koç gründete Kadir Has in der türkischen Stadt Bursa eine weitere Fabrik, die sich darauf spezialisierte, Minibusse der Marke zu produzieren.
Er übernahm die Vertretung des französischen Reifenherstellers Michelin in der Türkei.
Kadir Has war nach der Sabancı-Familie der größte Aktionär der Akbank.